# Proteracanthus sarissophorus
Proteracanthus sarissophorus är en fiskart som först beskrevs av Cantor, 1849.  Proteracanthus sarissophorus ingår i släktet Proteracanthus och familjen Ephippidae. Inga underarter finns listade i Catalogue of Life.